# Partage Shopping Mossoró
O Partage Shopping Mossoró (antes West Shopping Mossoró) é um shopping center que se localiza em Mossoró, no interior do estado brasileiro do Rio Grande do Norte. É o único grande centro de compras da Região Oeste do estado, atendendo também a municípios vizinhos.
O shopping foi inaugurado em 7 de julho de 2007. O projeto foi orçado em cerca de 55 milhões de reais e o shopping encontra-se localizado na Av. João da Escóssia, no bairro da Nova Betânia, na Zona Oeste.
O empreendimento gerou, inicialmente, 4.700 empregos diretos e indiretos e com a urbanização da região, faculdades particulares, hipermercados, edifícios e condomínios horizontais juntaram-se ao shopping center, criando um polo de atração de investimentos para a cidade.
Desde 2013, o shopping de Mossoró é administrado pela Partage Shopping, marcando mais um momento na história da cidade. Com a chegada da nova diretoria, o shopping ganhou mais de 34 lojas, algumas reconhecidas nacionalmente, como Renner, Polishop e Adidas. Com essa grande mudança de direcionamento, o empreendimento se consolidou na sociedade mossoroense como um espaço propício para compras, alimentação e lazer, além de proporcionar experiências inesquecíveis através de grandes eventos, ações e shows realizados na Arena Partage.
Possui 96 lojas no total, contando com cinco âncoras: Lojas Riachuelo, Lojas Americanas, Lojas Renner, Le Biscuit e C&A. O shopping dispõe de um complexo com cinco salas de cinema da rede Multicine, o único do interior do estado; além de um parque infantil.